# Kubai badargomba
A kubai badargomba (Psilocybe cubensis) egy pszichoaktív vegyületet tartalmazó gombafaj.
Majdhogynem minden pszilocibin tartalmú gomba kisméretű; kalapjuk barna vagy sárgásbarna színű. Könnyen összetéveszthetők sok nem pszichoaktív ehetetlen, vagy mérgező gombával. A pszilocibin tartalmú gomba legfőbb megkülönböztető jellemzője az, hogy ahol megfogjuk vagy megsértjük, a felszíne kék színűre változik. Általában szárított formában találkozhatunk vele, az ilyen gomba felszínén jól észrevehető a kékes elszíneződés.
Az elsődleges hatásokért jó pár aktív alkaloida felelős, elsősorban a pszilocibin, a pszilocin, valamint a baeocystin. A pszilocibin stabilabb vegyület, mint a pszilocin, de elfogyasztás után a szervezetben pszilocinná bomlik le.
A legalitásuk kissé kérdéses, mert bár illegális vegyületet tartalmaznak, a birtoklásuk olyan országokban, melyekben természetes termőhelyük található nem büntethető, vagy nem szabályozható. Így ma Európa egyes országaiban (Például Ausztria, Hollandia, Spanyolország) nyersen akár boltban (un. Smartshopokban) is kaphatók (szárítva viszont már illegálisak), addig más országokban illegálisak (Például Magyarország, Németország, Franciaország stb.), birtoklásuk, fogyasztásuk, árusításuk már országfüggő mértékben büntetett.